# Сем Лойд
Семюел (Сем) Лойд (англ. Samuel Loyd; 31 січня 1841, Філадельфія — 10 квітня 1911, Нью-Йорк) — американський шахіст, шаховий композитор і автор головоломок.
Лойду помилково приписують авторство гри «15».

## Біографія
Лойд народився в родині агента з продажу нерухомості. Коли Сему було три роки, сім'я переїхала в Нью-Йорк. Лойд швидко навчився грати в шахи і вже з чотирнадцяти років почав складати і публікувати в газетах шахові задачі. У шістнадцять років Лойд став редактором відділу задач у щомісячному журналі The Chess Monthly, одним з редакторів якого був великий шахіст Пол Морфі. Після школи він зрозумів, що складання задач і головоломок може стати основним джерелом існування. В 1871 році Лойд придумав головоломку з картону, яку продав легендарному американському антрепренеру Барнуму за десять тисяч доларів. Надалі його головоломки користувалися величезним успіхом. У 1878 році Лойд випустив книгу Шахова стратегія, до якої увійшло 500 його завдань. У 1907—1910 роках Лойд видавав журнал Our Puzzle Magazine, в якому публікував свої завдання.
Лойд був великим ентузіастом танграму і опублікував книгу, повністю присвячену цій грі: Sam Loyd's Book of Tangram Puzzles. Лойд також стверджував, що є винахідником гри «П'ятнашки», однак зараз автором п'ятнашок вважається Ной Чепмен.
Книгу Енциклопедія головоломок було опубліковано у 1914 році, вже після смерті Лойда, його сином Уолтером, який змінив ім'я на Сем.

## Відомі задачі

### «Карл XII у Бендерах»
|   | a | b | c | d | e | f | g | h |   |
| 8 | g7 біла тура · h6 чорний пішак · f5 білий король · h5 чорний король · g3 чорний пішак · f2 чорний слон · g2 білий пішак · h2 білий пішак · e1 білий кінь | g7 біла тура · h6 чорний пішак · f5 білий король · h5 чорний король · g3 чорний пішак · f2 чорний слон · g2 білий пішак · h2 білий пішак · e1 білий кінь | g7 біла тура · h6 чорний пішак · f5 білий король · h5 чорний король · g3 чорний пішак · f2 чорний слон · g2 білий пішак · h2 білий пішак · e1 білий кінь | g7 біла тура · h6 чорний пішак · f5 білий король · h5 чорний король · g3 чорний пішак · f2 чорний слон · g2 білий пішак · h2 білий пішак · e1 білий кінь | g7 біла тура · h6 чорний пішак · f5 білий король · h5 чорний король · g3 чорний пішак · f2 чорний слон · g2 білий пішак · h2 білий пішак · e1 білий кінь | g7 біла тура · h6 чорний пішак · f5 білий король · h5 чорний король · g3 чорний пішак · f2 чорний слон · g2 білий пішак · h2 білий пішак · e1 білий кінь | g7 біла тура · h6 чорний пішак · f5 білий король · h5 чорний король · g3 чорний пішак · f2 чорний слон · g2 білий пішак · h2 білий пішак · e1 білий кінь | g7 біла тура · h6 чорний пішак · f5 білий король · h5 чорний король · g3 чорний пішак · f2 чорний слон · g2 білий пішак · h2 білий пішак · e1 білий кінь | 8 |
| 7 | g7 біла тура · h6 чорний пішак · f5 білий король · h5 чорний король · g3 чорний пішак · f2 чорний слон · g2 білий пішак · h2 білий пішак · e1 білий кінь | g7 біла тура · h6 чорний пішак · f5 білий король · h5 чорний король · g3 чорний пішак · f2 чорний слон · g2 білий пішак · h2 білий пішак · e1 білий кінь | g7 біла тура · h6 чорний пішак · f5 білий король · h5 чорний король · g3 чорний пішак · f2 чорний слон · g2 білий пішак · h2 білий пішак · e1 білий кінь | g7 біла тура · h6 чорний пішак · f5 білий король · h5 чорний король · g3 чорний пішак · f2 чорний слон · g2 білий пішак · h2 білий пішак · e1 білий кінь | g7 біла тура · h6 чорний пішак · f5 білий король · h5 чорний король · g3 чорний пішак · f2 чорний слон · g2 білий пішак · h2 білий пішак · e1 білий кінь | g7 біла тура · h6 чорний пішак · f5 білий король · h5 чорний король · g3 чорний пішак · f2 чорний слон · g2 білий пішак · h2 білий пішак · e1 білий кінь | g7 біла тура · h6 чорний пішак · f5 білий король · h5 чорний король · g3 чорний пішак · f2 чорний слон · g2 білий пішак · h2 білий пішак · e1 білий кінь | g7 біла тура · h6 чорний пішак · f5 білий король · h5 чорний король · g3 чорний пішак · f2 чорний слон · g2 білий пішак · h2 білий пішак · e1 білий кінь | 7 |
| 6 | g7 біла тура · h6 чорний пішак · f5 білий король · h5 чорний король · g3 чорний пішак · f2 чорний слон · g2 білий пішак · h2 білий пішак · e1 білий кінь | g7 біла тура · h6 чорний пішак · f5 білий король · h5 чорний король · g3 чорний пішак · f2 чорний слон · g2 білий пішак · h2 білий пішак · e1 білий кінь | g7 біла тура · h6 чорний пішак · f5 білий король · h5 чорний король · g3 чорний пішак · f2 чорний слон · g2 білий пішак · h2 білий пішак · e1 білий кінь | g7 біла тура · h6 чорний пішак · f5 білий король · h5 чорний король · g3 чорний пішак · f2 чорний слон · g2 білий пішак · h2 білий пішак · e1 білий кінь | g7 біла тура · h6 чорний пішак · f5 білий король · h5 чорний король · g3 чорний пішак · f2 чорний слон · g2 білий пішак · h2 білий пішак · e1 білий кінь | g7 біла тура · h6 чорний пішак · f5 білий король · h5 чорний король · g3 чорний пішак · f2 чорний слон · g2 білий пішак · h2 білий пішак · e1 білий кінь | g7 біла тура · h6 чорний пішак · f5 білий король · h5 чорний король · g3 чорний пішак · f2 чорний слон · g2 білий пішак · h2 білий пішак · e1 білий кінь | g7 біла тура · h6 чорний пішак · f5 білий король · h5 чорний король · g3 чорний пішак · f2 чорний слон · g2 білий пішак · h2 білий пішак · e1 білий кінь | 6 |
| 5 | g7 біла тура · h6 чорний пішак · f5 білий король · h5 чорний король · g3 чорний пішак · f2 чорний слон · g2 білий пішак · h2 білий пішак · e1 білий кінь | g7 біла тура · h6 чорний пішак · f5 білий король · h5 чорний король · g3 чорний пішак · f2 чорний слон · g2 білий пішак · h2 білий пішак · e1 білий кінь | g7 біла тура · h6 чорний пішак · f5 білий король · h5 чорний король · g3 чорний пішак · f2 чорний слон · g2 білий пішак · h2 білий пішак · e1 білий кінь | g7 біла тура · h6 чорний пішак · f5 білий король · h5 чорний король · g3 чорний пішак · f2 чорний слон · g2 білий пішак · h2 білий пішак · e1 білий кінь | g7 біла тура · h6 чорний пішак · f5 білий король · h5 чорний король · g3 чорний пішак · f2 чорний слон · g2 білий пішак · h2 білий пішак · e1 білий кінь | g7 біла тура · h6 чорний пішак · f5 білий король · h5 чорний король · g3 чорний пішак · f2 чорний слон · g2 білий пішак · h2 білий пішак · e1 білий кінь | g7 біла тура · h6 чорний пішак · f5 білий король · h5 чорний король · g3 чорний пішак · f2 чорний слон · g2 білий пішак · h2 білий пішак · e1 білий кінь | g7 біла тура · h6 чорний пішак · f5 білий король · h5 чорний король · g3 чорний пішак · f2 чорний слон · g2 білий пішак · h2 білий пішак · e1 білий кінь | 5 |
| 4 | g7 біла тура · h6 чорний пішак · f5 білий король · h5 чорний король · g3 чорний пішак · f2 чорний слон · g2 білий пішак · h2 білий пішак · e1 білий кінь | g7 біла тура · h6 чорний пішак · f5 білий король · h5 чорний король · g3 чорний пішак · f2 чорний слон · g2 білий пішак · h2 білий пішак · e1 білий кінь | g7 біла тура · h6 чорний пішак · f5 білий король · h5 чорний король · g3 чорний пішак · f2 чорний слон · g2 білий пішак · h2 білий пішак · e1 білий кінь | g7 біла тура · h6 чорний пішак · f5 білий король · h5 чорний король · g3 чорний пішак · f2 чорний слон · g2 білий пішак · h2 білий пішак · e1 білий кінь | g7 біла тура · h6 чорний пішак · f5 білий король · h5 чорний король · g3 чорний пішак · f2 чорний слон · g2 білий пішак · h2 білий пішак · e1 білий кінь | g7 біла тура · h6 чорний пішак · f5 білий король · h5 чорний король · g3 чорний пішак · f2 чорний слон · g2 білий пішак · h2 білий пішак · e1 білий кінь | g7 біла тура · h6 чорний пішак · f5 білий король · h5 чорний король · g3 чорний пішак · f2 чорний слон · g2 білий пішак · h2 білий пішак · e1 білий кінь | g7 біла тура · h6 чорний пішак · f5 білий король · h5 чорний король · g3 чорний пішак · f2 чорний слон · g2 білий пішак · h2 білий пішак · e1 білий кінь | 4 |
| 3 | g7 біла тура · h6 чорний пішак · f5 білий король · h5 чорний король · g3 чорний пішак · f2 чорний слон · g2 білий пішак · h2 білий пішак · e1 білий кінь | g7 біла тура · h6 чорний пішак · f5 білий король · h5 чорний король · g3 чорний пішак · f2 чорний слон · g2 білий пішак · h2 білий пішак · e1 білий кінь | g7 біла тура · h6 чорний пішак · f5 білий король · h5 чорний король · g3 чорний пішак · f2 чорний слон · g2 білий пішак · h2 білий пішак · e1 білий кінь | g7 біла тура · h6 чорний пішак · f5 білий король · h5 чорний король · g3 чорний пішак · f2 чорний слон · g2 білий пішак · h2 білий пішак · e1 білий кінь | g7 біла тура · h6 чорний пішак · f5 білий король · h5 чорний король · g3 чорний пішак · f2 чорний слон · g2 білий пішак · h2 білий пішак · e1 білий кінь | g7 біла тура · h6 чорний пішак · f5 білий король · h5 чорний король · g3 чорний пішак · f2 чорний слон · g2 білий пішак · h2 білий пішак · e1 білий кінь | g7 біла тура · h6 чорний пішак · f5 білий король · h5 чорний король · g3 чорний пішак · f2 чорний слон · g2 білий пішак · h2 білий пішак · e1 білий кінь | g7 біла тура · h6 чорний пішак · f5 білий король · h5 чорний король · g3 чорний пішак · f2 чорний слон · g2 білий пішак · h2 білий пішак · e1 білий кінь | 3 |
| 2 | g7 біла тура · h6 чорний пішак · f5 білий король · h5 чорний король · g3 чорний пішак · f2 чорний слон · g2 білий пішак · h2 білий пішак · e1 білий кінь | g7 біла тура · h6 чорний пішак · f5 білий король · h5 чорний король · g3 чорний пішак · f2 чорний слон · g2 білий пішак · h2 білий пішак · e1 білий кінь | g7 біла тура · h6 чорний пішак · f5 білий король · h5 чорний король · g3 чорний пішак · f2 чорний слон · g2 білий пішак · h2 білий пішак · e1 білий кінь | g7 біла тура · h6 чорний пішак · f5 білий король · h5 чорний король · g3 чорний пішак · f2 чорний слон · g2 білий пішак · h2 білий пішак · e1 білий кінь | g7 біла тура · h6 чорний пішак · f5 білий король · h5 чорний король · g3 чорний пішак · f2 чорний слон · g2 білий пішак · h2 білий пішак · e1 білий кінь | g7 біла тура · h6 чорний пішак · f5 білий король · h5 чорний король · g3 чорний пішак · f2 чорний слон · g2 білий пішак · h2 білий пішак · e1 білий кінь | g7 біла тура · h6 чорний пішак · f5 білий король · h5 чорний король · g3 чорний пішак · f2 чорний слон · g2 білий пішак · h2 білий пішак · e1 білий кінь | g7 біла тура · h6 чорний пішак · f5 білий король · h5 чорний король · g3 чорний пішак · f2 чорний слон · g2 білий пішак · h2 білий пішак · e1 білий кінь | 2 |
| 1 | g7 біла тура · h6 чорний пішак · f5 білий король · h5 чорний король · g3 чорний пішак · f2 чорний слон · g2 білий пішак · h2 білий пішак · e1 білий кінь | g7 біла тура · h6 чорний пішак · f5 білий король · h5 чорний король · g3 чорний пішак · f2 чорний слон · g2 білий пішак · h2 білий пішак · e1 білий кінь | g7 біла тура · h6 чорний пішак · f5 білий король · h5 чорний король · g3 чорний пішак · f2 чорний слон · g2 білий пішак · h2 білий пішак · e1 білий кінь | g7 біла тура · h6 чорний пішак · f5 білий король · h5 чорний король · g3 чорний пішак · f2 чорний слон · g2 білий пішак · h2 білий пішак · e1 білий кінь | g7 біла тура · h6 чорний пішак · f5 білий король · h5 чорний король · g3 чорний пішак · f2 чорний слон · g2 білий пішак · h2 білий пішак · e1 білий кінь | g7 біла тура · h6 чорний пішак · f5 білий король · h5 чорний король · g3 чорний пішак · f2 чорний слон · g2 білий пішак · h2 білий пішак · e1 білий кінь | g7 біла тура · h6 чорний пішак · f5 білий король · h5 чорний король · g3 чорний пішак · f2 чорний слон · g2 білий пішак · h2 білий пішак · e1 білий кінь | g7 біла тура · h6 чорний пішак · f5 білий король · h5 чорний король · g3 чорний пішак · f2 чорний слон · g2 білий пішак · h2 білий пішак · e1 білий кінь | 1 |
|   | a | b | c | d | e | f | g | h |   |

В задачі обігрується історичний анекдот про випадок, який нібито мав місце в 1713 році. Оточений турками в таборі під Бендерами шведський король Карл XII, який грав білими, оголосив, що ставить мат за три ходи таким чином:
1.Л: g3
З загрозою 2.Лh3+ і 3.g4#
1…С: g3 2.Кf3 і 3.g4#
В цей момент турецька куля збиває білого коня. Тепер Карл сказав, що ставить мат за чотири ходи:
1.hg Сe3 2.Лg4 Сg5
(також можливо було, наприклад, 1…Сb6 і 2…Сd8)
3.Лh4+ С: h4 4.g4#
Але тут ще одна турецька куля збила пішака h2. Карл рештою фігур оголосив мат за п'ять ходів:
1.Лb7 Се3 2. Лb1 Cg5 3. Лh1+ Ch4 4. Лh2!! gh (єдиний можливий хід) 5. g4#
або 1…Cg1 2.Лb1 Ch2 3.Ле1 Kph4 4. Kpg6 і 5. Ле4#.

### «Ексельсіор»
|   | a | b | c | d | e | f | g | h |   |
| 8 | a8 чорний кінь · c8 чорна тура · d8 чорний слон · b7 чорний пішак · f7 чорний пішак · h7 чорний пішак · b6 чорний пішак · b5 біла тура · h5 білий король · a3 чорний пішак · e3 чорний пішак · g3 білий пішак · h3 білий кінь · b2 білий пішак · c2 білий пішак · e2 біла тура · a1 білий кінь · h1 чорний король | a8 чорний кінь · c8 чорна тура · d8 чорний слон · b7 чорний пішак · f7 чорний пішак · h7 чорний пішак · b6 чорний пішак · b5 біла тура · h5 білий король · a3 чорний пішак · e3 чорний пішак · g3 білий пішак · h3 білий кінь · b2 білий пішак · c2 білий пішак · e2 біла тура · a1 білий кінь · h1 чорний король | a8 чорний кінь · c8 чорна тура · d8 чорний слон · b7 чорний пішак · f7 чорний пішак · h7 чорний пішак · b6 чорний пішак · b5 біла тура · h5 білий король · a3 чорний пішак · e3 чорний пішак · g3 білий пішак · h3 білий кінь · b2 білий пішак · c2 білий пішак · e2 біла тура · a1 білий кінь · h1 чорний король | a8 чорний кінь · c8 чорна тура · d8 чорний слон · b7 чорний пішак · f7 чорний пішак · h7 чорний пішак · b6 чорний пішак · b5 біла тура · h5 білий король · a3 чорний пішак · e3 чорний пішак · g3 білий пішак · h3 білий кінь · b2 білий пішак · c2 білий пішак · e2 біла тура · a1 білий кінь · h1 чорний король | a8 чорний кінь · c8 чорна тура · d8 чорний слон · b7 чорний пішак · f7 чорний пішак · h7 чорний пішак · b6 чорний пішак · b5 біла тура · h5 білий король · a3 чорний пішак · e3 чорний пішак · g3 білий пішак · h3 білий кінь · b2 білий пішак · c2 білий пішак · e2 біла тура · a1 білий кінь · h1 чорний король | a8 чорний кінь · c8 чорна тура · d8 чорний слон · b7 чорний пішак · f7 чорний пішак · h7 чорний пішак · b6 чорний пішак · b5 біла тура · h5 білий король · a3 чорний пішак · e3 чорний пішак · g3 білий пішак · h3 білий кінь · b2 білий пішак · c2 білий пішак · e2 біла тура · a1 білий кінь · h1 чорний король | a8 чорний кінь · c8 чорна тура · d8 чорний слон · b7 чорний пішак · f7 чорний пішак · h7 чорний пішак · b6 чорний пішак · b5 біла тура · h5 білий король · a3 чорний пішак · e3 чорний пішак · g3 білий пішак · h3 білий кінь · b2 білий пішак · c2 білий пішак · e2 біла тура · a1 білий кінь · h1 чорний король | a8 чорний кінь · c8 чорна тура · d8 чорний слон · b7 чорний пішак · f7 чорний пішак · h7 чорний пішак · b6 чорний пішак · b5 біла тура · h5 білий король · a3 чорний пішак · e3 чорний пішак · g3 білий пішак · h3 білий кінь · b2 білий пішак · c2 білий пішак · e2 біла тура · a1 білий кінь · h1 чорний король | 8 |
| 7 | a8 чорний кінь · c8 чорна тура · d8 чорний слон · b7 чорний пішак · f7 чорний пішак · h7 чорний пішак · b6 чорний пішак · b5 біла тура · h5 білий король · a3 чорний пішак · e3 чорний пішак · g3 білий пішак · h3 білий кінь · b2 білий пішак · c2 білий пішак · e2 біла тура · a1 білий кінь · h1 чорний король | a8 чорний кінь · c8 чорна тура · d8 чорний слон · b7 чорний пішак · f7 чорний пішак · h7 чорний пішак · b6 чорний пішак · b5 біла тура · h5 білий король · a3 чорний пішак · e3 чорний пішак · g3 білий пішак · h3 білий кінь · b2 білий пішак · c2 білий пішак · e2 біла тура · a1 білий кінь · h1 чорний король | a8 чорний кінь · c8 чорна тура · d8 чорний слон · b7 чорний пішак · f7 чорний пішак · h7 чорний пішак · b6 чорний пішак · b5 біла тура · h5 білий король · a3 чорний пішак · e3 чорний пішак · g3 білий пішак · h3 білий кінь · b2 білий пішак · c2 білий пішак · e2 біла тура · a1 білий кінь · h1 чорний король | a8 чорний кінь · c8 чорна тура · d8 чорний слон · b7 чорний пішак · f7 чорний пішак · h7 чорний пішак · b6 чорний пішак · b5 біла тура · h5 білий король · a3 чорний пішак · e3 чорний пішак · g3 білий пішак · h3 білий кінь · b2 білий пішак · c2 білий пішак · e2 біла тура · a1 білий кінь · h1 чорний король | a8 чорний кінь · c8 чорна тура · d8 чорний слон · b7 чорний пішак · f7 чорний пішак · h7 чорний пішак · b6 чорний пішак · b5 біла тура · h5 білий король · a3 чорний пішак · e3 чорний пішак · g3 білий пішак · h3 білий кінь · b2 білий пішак · c2 білий пішак · e2 біла тура · a1 білий кінь · h1 чорний король | a8 чорний кінь · c8 чорна тура · d8 чорний слон · b7 чорний пішак · f7 чорний пішак · h7 чорний пішак · b6 чорний пішак · b5 біла тура · h5 білий король · a3 чорний пішак · e3 чорний пішак · g3 білий пішак · h3 білий кінь · b2 білий пішак · c2 білий пішак · e2 біла тура · a1 білий кінь · h1 чорний король | a8 чорний кінь · c8 чорна тура · d8 чорний слон · b7 чорний пішак · f7 чорний пішак · h7 чорний пішак · b6 чорний пішак · b5 біла тура · h5 білий король · a3 чорний пішак · e3 чорний пішак · g3 білий пішак · h3 білий кінь · b2 білий пішак · c2 білий пішак · e2 біла тура · a1 білий кінь · h1 чорний король | a8 чорний кінь · c8 чорна тура · d8 чорний слон · b7 чорний пішак · f7 чорний пішак · h7 чорний пішак · b6 чорний пішак · b5 біла тура · h5 білий король · a3 чорний пішак · e3 чорний пішак · g3 білий пішак · h3 білий кінь · b2 білий пішак · c2 білий пішак · e2 біла тура · a1 білий кінь · h1 чорний король | 7 |
| 6 | a8 чорний кінь · c8 чорна тура · d8 чорний слон · b7 чорний пішак · f7 чорний пішак · h7 чорний пішак · b6 чорний пішак · b5 біла тура · h5 білий король · a3 чорний пішак · e3 чорний пішак · g3 білий пішак · h3 білий кінь · b2 білий пішак · c2 білий пішак · e2 біла тура · a1 білий кінь · h1 чорний король | a8 чорний кінь · c8 чорна тура · d8 чорний слон · b7 чорний пішак · f7 чорний пішак · h7 чорний пішак · b6 чорний пішак · b5 біла тура · h5 білий король · a3 чорний пішак · e3 чорний пішак · g3 білий пішак · h3 білий кінь · b2 білий пішак · c2 білий пішак · e2 біла тура · a1 білий кінь · h1 чорний король | a8 чорний кінь · c8 чорна тура · d8 чорний слон · b7 чорний пішак · f7 чорний пішак · h7 чорний пішак · b6 чорний пішак · b5 біла тура · h5 білий король · a3 чорний пішак · e3 чорний пішак · g3 білий пішак · h3 білий кінь · b2 білий пішак · c2 білий пішак · e2 біла тура · a1 білий кінь · h1 чорний король | a8 чорний кінь · c8 чорна тура · d8 чорний слон · b7 чорний пішак · f7 чорний пішак · h7 чорний пішак · b6 чорний пішак · b5 біла тура · h5 білий король · a3 чорний пішак · e3 чорний пішак · g3 білий пішак · h3 білий кінь · b2 білий пішак · c2 білий пішак · e2 біла тура · a1 білий кінь · h1 чорний король | a8 чорний кінь · c8 чорна тура · d8 чорний слон · b7 чорний пішак · f7 чорний пішак · h7 чорний пішак · b6 чорний пішак · b5 біла тура · h5 білий король · a3 чорний пішак · e3 чорний пішак · g3 білий пішак · h3 білий кінь · b2 білий пішак · c2 білий пішак · e2 біла тура · a1 білий кінь · h1 чорний король | a8 чорний кінь · c8 чорна тура · d8 чорний слон · b7 чорний пішак · f7 чорний пішак · h7 чорний пішак · b6 чорний пішак · b5 біла тура · h5 білий король · a3 чорний пішак · e3 чорний пішак · g3 білий пішак · h3 білий кінь · b2 білий пішак · c2 білий пішак · e2 біла тура · a1 білий кінь · h1 чорний король | a8 чорний кінь · c8 чорна тура · d8 чорний слон · b7 чорний пішак · f7 чорний пішак · h7 чорний пішак · b6 чорний пішак · b5 біла тура · h5 білий король · a3 чорний пішак · e3 чорний пішак · g3 білий пішак · h3 білий кінь · b2 білий пішак · c2 білий пішак · e2 біла тура · a1 білий кінь · h1 чорний король | a8 чорний кінь · c8 чорна тура · d8 чорний слон · b7 чорний пішак · f7 чорний пішак · h7 чорний пішак · b6 чорний пішак · b5 біла тура · h5 білий король · a3 чорний пішак · e3 чорний пішак · g3 білий пішак · h3 білий кінь · b2 білий пішак · c2 білий пішак · e2 біла тура · a1 білий кінь · h1 чорний король | 6 |
| 5 | a8 чорний кінь · c8 чорна тура · d8 чорний слон · b7 чорний пішак · f7 чорний пішак · h7 чорний пішак · b6 чорний пішак · b5 біла тура · h5 білий король · a3 чорний пішак · e3 чорний пішак · g3 білий пішак · h3 білий кінь · b2 білий пішак · c2 білий пішак · e2 біла тура · a1 білий кінь · h1 чорний король | a8 чорний кінь · c8 чорна тура · d8 чорний слон · b7 чорний пішак · f7 чорний пішак · h7 чорний пішак · b6 чорний пішак · b5 біла тура · h5 білий король · a3 чорний пішак · e3 чорний пішак · g3 білий пішак · h3 білий кінь · b2 білий пішак · c2 білий пішак · e2 біла тура · a1 білий кінь · h1 чорний король | a8 чорний кінь · c8 чорна тура · d8 чорний слон · b7 чорний пішак · f7 чорний пішак · h7 чорний пішак · b6 чорний пішак · b5 біла тура · h5 білий король · a3 чорний пішак · e3 чорний пішак · g3 білий пішак · h3 білий кінь · b2 білий пішак · c2 білий пішак · e2 біла тура · a1 білий кінь · h1 чорний король | a8 чорний кінь · c8 чорна тура · d8 чорний слон · b7 чорний пішак · f7 чорний пішак · h7 чорний пішак · b6 чорний пішак · b5 біла тура · h5 білий король · a3 чорний пішак · e3 чорний пішак · g3 білий пішак · h3 білий кінь · b2 білий пішак · c2 білий пішак · e2 біла тура · a1 білий кінь · h1 чорний король | a8 чорний кінь · c8 чорна тура · d8 чорний слон · b7 чорний пішак · f7 чорний пішак · h7 чорний пішак · b6 чорний пішак · b5 біла тура · h5 білий король · a3 чорний пішак · e3 чорний пішак · g3 білий пішак · h3 білий кінь · b2 білий пішак · c2 білий пішак · e2 біла тура · a1 білий кінь · h1 чорний король | a8 чорний кінь · c8 чорна тура · d8 чорний слон · b7 чорний пішак · f7 чорний пішак · h7 чорний пішак · b6 чорний пішак · b5 біла тура · h5 білий король · a3 чорний пішак · e3 чорний пішак · g3 білий пішак · h3 білий кінь · b2 білий пішак · c2 білий пішак · e2 біла тура · a1 білий кінь · h1 чорний король | a8 чорний кінь · c8 чорна тура · d8 чорний слон · b7 чорний пішак · f7 чорний пішак · h7 чорний пішак · b6 чорний пішак · b5 біла тура · h5 білий король · a3 чорний пішак · e3 чорний пішак · g3 білий пішак · h3 білий кінь · b2 білий пішак · c2 білий пішак · e2 біла тура · a1 білий кінь · h1 чорний король | a8 чорний кінь · c8 чорна тура · d8 чорний слон · b7 чорний пішак · f7 чорний пішак · h7 чорний пішак · b6 чорний пішак · b5 біла тура · h5 білий король · a3 чорний пішак · e3 чорний пішак · g3 білий пішак · h3 білий кінь · b2 білий пішак · c2 білий пішак · e2 біла тура · a1 білий кінь · h1 чорний король | 5 |
| 4 | a8 чорний кінь · c8 чорна тура · d8 чорний слон · b7 чорний пішак · f7 чорний пішак · h7 чорний пішак · b6 чорний пішак · b5 біла тура · h5 білий король · a3 чорний пішак · e3 чорний пішак · g3 білий пішак · h3 білий кінь · b2 білий пішак · c2 білий пішак · e2 біла тура · a1 білий кінь · h1 чорний король | a8 чорний кінь · c8 чорна тура · d8 чорний слон · b7 чорний пішак · f7 чорний пішак · h7 чорний пішак · b6 чорний пішак · b5 біла тура · h5 білий король · a3 чорний пішак · e3 чорний пішак · g3 білий пішак · h3 білий кінь · b2 білий пішак · c2 білий пішак · e2 біла тура · a1 білий кінь · h1 чорний король | a8 чорний кінь · c8 чорна тура · d8 чорний слон · b7 чорний пішак · f7 чорний пішак · h7 чорний пішак · b6 чорний пішак · b5 біла тура · h5 білий король · a3 чорний пішак · e3 чорний пішак · g3 білий пішак · h3 білий кінь · b2 білий пішак · c2 білий пішак · e2 біла тура · a1 білий кінь · h1 чорний король | a8 чорний кінь · c8 чорна тура · d8 чорний слон · b7 чорний пішак · f7 чорний пішак · h7 чорний пішак · b6 чорний пішак · b5 біла тура · h5 білий король · a3 чорний пішак · e3 чорний пішак · g3 білий пішак · h3 білий кінь · b2 білий пішак · c2 білий пішак · e2 біла тура · a1 білий кінь · h1 чорний король | a8 чорний кінь · c8 чорна тура · d8 чорний слон · b7 чорний пішак · f7 чорний пішак · h7 чорний пішак · b6 чорний пішак · b5 біла тура · h5 білий король · a3 чорний пішак · e3 чорний пішак · g3 білий пішак · h3 білий кінь · b2 білий пішак · c2 білий пішак · e2 біла тура · a1 білий кінь · h1 чорний король | a8 чорний кінь · c8 чорна тура · d8 чорний слон · b7 чорний пішак · f7 чорний пішак · h7 чорний пішак · b6 чорний пішак · b5 біла тура · h5 білий король · a3 чорний пішак · e3 чорний пішак · g3 білий пішак · h3 білий кінь · b2 білий пішак · c2 білий пішак · e2 біла тура · a1 білий кінь · h1 чорний король | a8 чорний кінь · c8 чорна тура · d8 чорний слон · b7 чорний пішак · f7 чорний пішак · h7 чорний пішак · b6 чорний пішак · b5 біла тура · h5 білий король · a3 чорний пішак · e3 чорний пішак · g3 білий пішак · h3 білий кінь · b2 білий пішак · c2 білий пішак · e2 біла тура · a1 білий кінь · h1 чорний король | a8 чорний кінь · c8 чорна тура · d8 чорний слон · b7 чорний пішак · f7 чорний пішак · h7 чорний пішак · b6 чорний пішак · b5 біла тура · h5 білий король · a3 чорний пішак · e3 чорний пішак · g3 білий пішак · h3 білий кінь · b2 білий пішак · c2 білий пішак · e2 біла тура · a1 білий кінь · h1 чорний король | 4 |
| 3 | a8 чорний кінь · c8 чорна тура · d8 чорний слон · b7 чорний пішак · f7 чорний пішак · h7 чорний пішак · b6 чорний пішак · b5 біла тура · h5 білий король · a3 чорний пішак · e3 чорний пішак · g3 білий пішак · h3 білий кінь · b2 білий пішак · c2 білий пішак · e2 біла тура · a1 білий кінь · h1 чорний король | a8 чорний кінь · c8 чорна тура · d8 чорний слон · b7 чорний пішак · f7 чорний пішак · h7 чорний пішак · b6 чорний пішак · b5 біла тура · h5 білий король · a3 чорний пішак · e3 чорний пішак · g3 білий пішак · h3 білий кінь · b2 білий пішак · c2 білий пішак · e2 біла тура · a1 білий кінь · h1 чорний король | a8 чорний кінь · c8 чорна тура · d8 чорний слон · b7 чорний пішак · f7 чорний пішак · h7 чорний пішак · b6 чорний пішак · b5 біла тура · h5 білий король · a3 чорний пішак · e3 чорний пішак · g3 білий пішак · h3 білий кінь · b2 білий пішак · c2 білий пішак · e2 біла тура · a1 білий кінь · h1 чорний король | a8 чорний кінь · c8 чорна тура · d8 чорний слон · b7 чорний пішак · f7 чорний пішак · h7 чорний пішак · b6 чорний пішак · b5 біла тура · h5 білий король · a3 чорний пішак · e3 чорний пішак · g3 білий пішак · h3 білий кінь · b2 білий пішак · c2 білий пішак · e2 біла тура · a1 білий кінь · h1 чорний король | a8 чорний кінь · c8 чорна тура · d8 чорний слон · b7 чорний пішак · f7 чорний пішак · h7 чорний пішак · b6 чорний пішак · b5 біла тура · h5 білий король · a3 чорний пішак · e3 чорний пішак · g3 білий пішак · h3 білий кінь · b2 білий пішак · c2 білий пішак · e2 біла тура · a1 білий кінь · h1 чорний король | a8 чорний кінь · c8 чорна тура · d8 чорний слон · b7 чорний пішак · f7 чорний пішак · h7 чорний пішак · b6 чорний пішак · b5 біла тура · h5 білий король · a3 чорний пішак · e3 чорний пішак · g3 білий пішак · h3 білий кінь · b2 білий пішак · c2 білий пішак · e2 біла тура · a1 білий кінь · h1 чорний король | a8 чорний кінь · c8 чорна тура · d8 чорний слон · b7 чорний пішак · f7 чорний пішак · h7 чорний пішак · b6 чорний пішак · b5 біла тура · h5 білий король · a3 чорний пішак · e3 чорний пішак · g3 білий пішак · h3 білий кінь · b2 білий пішак · c2 білий пішак · e2 біла тура · a1 білий кінь · h1 чорний король | a8 чорний кінь · c8 чорна тура · d8 чорний слон · b7 чорний пішак · f7 чорний пішак · h7 чорний пішак · b6 чорний пішак · b5 біла тура · h5 білий король · a3 чорний пішак · e3 чорний пішак · g3 білий пішак · h3 білий кінь · b2 білий пішак · c2 білий пішак · e2 біла тура · a1 білий кінь · h1 чорний король | 3 |
| 2 | a8 чорний кінь · c8 чорна тура · d8 чорний слон · b7 чорний пішак · f7 чорний пішак · h7 чорний пішак · b6 чорний пішак · b5 біла тура · h5 білий король · a3 чорний пішак · e3 чорний пішак · g3 білий пішак · h3 білий кінь · b2 білий пішак · c2 білий пішак · e2 біла тура · a1 білий кінь · h1 чорний король | a8 чорний кінь · c8 чорна тура · d8 чорний слон · b7 чорний пішак · f7 чорний пішак · h7 чорний пішак · b6 чорний пішак · b5 біла тура · h5 білий король · a3 чорний пішак · e3 чорний пішак · g3 білий пішак · h3 білий кінь · b2 білий пішак · c2 білий пішак · e2 біла тура · a1 білий кінь · h1 чорний король | a8 чорний кінь · c8 чорна тура · d8 чорний слон · b7 чорний пішак · f7 чорний пішак · h7 чорний пішак · b6 чорний пішак · b5 біла тура · h5 білий король · a3 чорний пішак · e3 чорний пішак · g3 білий пішак · h3 білий кінь · b2 білий пішак · c2 білий пішак · e2 біла тура · a1 білий кінь · h1 чорний король | a8 чорний кінь · c8 чорна тура · d8 чорний слон · b7 чорний пішак · f7 чорний пішак · h7 чорний пішак · b6 чорний пішак · b5 біла тура · h5 білий король · a3 чорний пішак · e3 чорний пішак · g3 білий пішак · h3 білий кінь · b2 білий пішак · c2 білий пішак · e2 біла тура · a1 білий кінь · h1 чорний король | a8 чорний кінь · c8 чорна тура · d8 чорний слон · b7 чорний пішак · f7 чорний пішак · h7 чорний пішак · b6 чорний пішак · b5 біла тура · h5 білий король · a3 чорний пішак · e3 чорний пішак · g3 білий пішак · h3 білий кінь · b2 білий пішак · c2 білий пішак · e2 біла тура · a1 білий кінь · h1 чорний король | a8 чорний кінь · c8 чорна тура · d8 чорний слон · b7 чорний пішак · f7 чорний пішак · h7 чорний пішак · b6 чорний пішак · b5 біла тура · h5 білий король · a3 чорний пішак · e3 чорний пішак · g3 білий пішак · h3 білий кінь · b2 білий пішак · c2 білий пішак · e2 біла тура · a1 білий кінь · h1 чорний король | a8 чорний кінь · c8 чорна тура · d8 чорний слон · b7 чорний пішак · f7 чорний пішак · h7 чорний пішак · b6 чорний пішак · b5 біла тура · h5 білий король · a3 чорний пішак · e3 чорний пішак · g3 білий пішак · h3 білий кінь · b2 білий пішак · c2 білий пішак · e2 біла тура · a1 білий кінь · h1 чорний король | a8 чорний кінь · c8 чорна тура · d8 чорний слон · b7 чорний пішак · f7 чорний пішак · h7 чорний пішак · b6 чорний пішак · b5 біла тура · h5 білий король · a3 чорний пішак · e3 чорний пішак · g3 білий пішак · h3 білий кінь · b2 білий пішак · c2 білий пішак · e2 біла тура · a1 білий кінь · h1 чорний король | 2 |
| 1 | a8 чорний кінь · c8 чорна тура · d8 чорний слон · b7 чорний пішак · f7 чорний пішак · h7 чорний пішак · b6 чорний пішак · b5 біла тура · h5 білий король · a3 чорний пішак · e3 чорний пішак · g3 білий пішак · h3 білий кінь · b2 білий пішак · c2 білий пішак · e2 біла тура · a1 білий кінь · h1 чорний король | a8 чорний кінь · c8 чорна тура · d8 чорний слон · b7 чорний пішак · f7 чорний пішак · h7 чорний пішак · b6 чорний пішак · b5 біла тура · h5 білий король · a3 чорний пішак · e3 чорний пішак · g3 білий пішак · h3 білий кінь · b2 білий пішак · c2 білий пішак · e2 біла тура · a1 білий кінь · h1 чорний король | a8 чорний кінь · c8 чорна тура · d8 чорний слон · b7 чорний пішак · f7 чорний пішак · h7 чорний пішак · b6 чорний пішак · b5 біла тура · h5 білий король · a3 чорний пішак · e3 чорний пішак · g3 білий пішак · h3 білий кінь · b2 білий пішак · c2 білий пішак · e2 біла тура · a1 білий кінь · h1 чорний король | a8 чорний кінь · c8 чорна тура · d8 чорний слон · b7 чорний пішак · f7 чорний пішак · h7 чорний пішак · b6 чорний пішак · b5 біла тура · h5 білий король · a3 чорний пішак · e3 чорний пішак · g3 білий пішак · h3 білий кінь · b2 білий пішак · c2 білий пішак · e2 біла тура · a1 білий кінь · h1 чорний король | a8 чорний кінь · c8 чорна тура · d8 чорний слон · b7 чорний пішак · f7 чорний пішак · h7 чорний пішак · b6 чорний пішак · b5 біла тура · h5 білий король · a3 чорний пішак · e3 чорний пішак · g3 білий пішак · h3 білий кінь · b2 білий пішак · c2 білий пішак · e2 біла тура · a1 білий кінь · h1 чорний король | a8 чорний кінь · c8 чорна тура · d8 чорний слон · b7 чорний пішак · f7 чорний пішак · h7 чорний пішак · b6 чорний пішак · b5 біла тура · h5 білий король · a3 чорний пішак · e3 чорний пішак · g3 білий пішак · h3 білий кінь · b2 білий пішак · c2 білий пішак · e2 біла тура · a1 білий кінь · h1 чорний король | a8 чорний кінь · c8 чорна тура · d8 чорний слон · b7 чорний пішак · f7 чорний пішак · h7 чорний пішак · b6 чорний пішак · b5 біла тура · h5 білий король · a3 чорний пішак · e3 чорний пішак · g3 білий пішак · h3 білий кінь · b2 білий пішак · c2 білий пішак · e2 біла тура · a1 білий кінь · h1 чорний король | a8 чорний кінь · c8 чорна тура · d8 чорний слон · b7 чорний пішак · f7 чорний пішак · h7 чорний пішак · b6 чорний пішак · b5 біла тура · h5 білий король · a3 чорний пішак · e3 чорний пішак · g3 білий пішак · h3 білий кінь · b2 білий пішак · c2 білий пішак · e2 біла тура · a1 білий кінь · h1 чорний король | 1 |
|   | a | b | c | d | e | f | g | h |   |

Задачу названо на честь вірша Лонгфелло «Excelsior!». Слово «Ексельсіор» (лат. excelsior - порівняльний ступінь від excelsus «високий») в даному випадку означає «все вище і вище». За легендою, один знайомий Лойда був відомий тим, що завжди визначав, яка фігура поставить мат в головному варіанті рішення. Лойд склав цю задачу і запропонував йому вказати пішака або фігуру, яка точно не буде матувати. Друг показав на пішака на b2, який насправді і ставить мат. У композиції тема марш-кидка пішака з тих пір стала самостійною.
Розв'язок:
1.b4!
З загрозою 2.Лf5 і 3.Лf1# або 2.Лd5 і 3.Лd1# (на 2…Лc5 3.bc і мат наступним ходом). 1.Лf5 зразу неможливо через відповідь 1…Лc5 зі зв'язкою білої тури.
Один з побічних варіантів: 1…Л: c2 2.К: c2! a2 3.Лd5 (або Лf5) a1Ф 4.К: a1 і 5.Лd1# (або Лf1#).
1…Лc5+ 2.bc!
З загрозою 3.Лb1#.
2…a2 3.c6!
Знову з загрозами 4.Лf5 і 5.Лf1# або 4.Лd5 і 5.Лd1#.
3…Сc7
Єдиний захист від 4.Лf5 і 4.Лd5 одночасно. На 4.Лd5 слідує С: g3 5.Лd1+ Сe1, а на 4.Лf5 чорні відповідають 4…Сf4.
4.cb і на будь-яку відповідь мат 5.baФ або 5.baC.

### «Погоня кохання»
|   | a | b | c | d | e | f | g | h |   |
| 8 | f8 білий кінь · h8 чорний король · f7 білий пішак · g7 чорний пішак · h7 чорний пішак · c4 білий ферзь · g4 чорний пішак · a1 чорний слон · h1 білий король | f8 білий кінь · h8 чорний король · f7 білий пішак · g7 чорний пішак · h7 чорний пішак · c4 білий ферзь · g4 чорний пішак · a1 чорний слон · h1 білий король | f8 білий кінь · h8 чорний король · f7 білий пішак · g7 чорний пішак · h7 чорний пішак · c4 білий ферзь · g4 чорний пішак · a1 чорний слон · h1 білий король | f8 білий кінь · h8 чорний король · f7 білий пішак · g7 чорний пішак · h7 чорний пішак · c4 білий ферзь · g4 чорний пішак · a1 чорний слон · h1 білий король | f8 білий кінь · h8 чорний король · f7 білий пішак · g7 чорний пішак · h7 чорний пішак · c4 білий ферзь · g4 чорний пішак · a1 чорний слон · h1 білий король | f8 білий кінь · h8 чорний король · f7 білий пішак · g7 чорний пішак · h7 чорний пішак · c4 білий ферзь · g4 чорний пішак · a1 чорний слон · h1 білий король | f8 білий кінь · h8 чорний король · f7 білий пішак · g7 чорний пішак · h7 чорний пішак · c4 білий ферзь · g4 чорний пішак · a1 чорний слон · h1 білий король | f8 білий кінь · h8 чорний король · f7 білий пішак · g7 чорний пішак · h7 чорний пішак · c4 білий ферзь · g4 чорний пішак · a1 чорний слон · h1 білий король | 8 |
| 7 | f8 білий кінь · h8 чорний король · f7 білий пішак · g7 чорний пішак · h7 чорний пішак · c4 білий ферзь · g4 чорний пішак · a1 чорний слон · h1 білий король | f8 білий кінь · h8 чорний король · f7 білий пішак · g7 чорний пішак · h7 чорний пішак · c4 білий ферзь · g4 чорний пішак · a1 чорний слон · h1 білий король | f8 білий кінь · h8 чорний король · f7 білий пішак · g7 чорний пішак · h7 чорний пішак · c4 білий ферзь · g4 чорний пішак · a1 чорний слон · h1 білий король | f8 білий кінь · h8 чорний король · f7 білий пішак · g7 чорний пішак · h7 чорний пішак · c4 білий ферзь · g4 чорний пішак · a1 чорний слон · h1 білий король | f8 білий кінь · h8 чорний король · f7 білий пішак · g7 чорний пішак · h7 чорний пішак · c4 білий ферзь · g4 чорний пішак · a1 чорний слон · h1 білий король | f8 білий кінь · h8 чорний король · f7 білий пішак · g7 чорний пішак · h7 чорний пішак · c4 білий ферзь · g4 чорний пішак · a1 чорний слон · h1 білий король | f8 білий кінь · h8 чорний король · f7 білий пішак · g7 чорний пішак · h7 чорний пішак · c4 білий ферзь · g4 чорний пішак · a1 чорний слон · h1 білий король | f8 білий кінь · h8 чорний король · f7 білий пішак · g7 чорний пішак · h7 чорний пішак · c4 білий ферзь · g4 чорний пішак · a1 чорний слон · h1 білий король | 7 |
| 6 | f8 білий кінь · h8 чорний король · f7 білий пішак · g7 чорний пішак · h7 чорний пішак · c4 білий ферзь · g4 чорний пішак · a1 чорний слон · h1 білий король | f8 білий кінь · h8 чорний король · f7 білий пішак · g7 чорний пішак · h7 чорний пішак · c4 білий ферзь · g4 чорний пішак · a1 чорний слон · h1 білий король | f8 білий кінь · h8 чорний король · f7 білий пішак · g7 чорний пішак · h7 чорний пішак · c4 білий ферзь · g4 чорний пішак · a1 чорний слон · h1 білий король | f8 білий кінь · h8 чорний король · f7 білий пішак · g7 чорний пішак · h7 чорний пішак · c4 білий ферзь · g4 чорний пішак · a1 чорний слон · h1 білий король | f8 білий кінь · h8 чорний король · f7 білий пішак · g7 чорний пішак · h7 чорний пішак · c4 білий ферзь · g4 чорний пішак · a1 чорний слон · h1 білий король | f8 білий кінь · h8 чорний король · f7 білий пішак · g7 чорний пішак · h7 чорний пішак · c4 білий ферзь · g4 чорний пішак · a1 чорний слон · h1 білий король | f8 білий кінь · h8 чорний король · f7 білий пішак · g7 чорний пішак · h7 чорний пішак · c4 білий ферзь · g4 чорний пішак · a1 чорний слон · h1 білий король | f8 білий кінь · h8 чорний король · f7 білий пішак · g7 чорний пішак · h7 чорний пішак · c4 білий ферзь · g4 чорний пішак · a1 чорний слон · h1 білий король | 6 |
| 5 | f8 білий кінь · h8 чорний король · f7 білий пішак · g7 чорний пішак · h7 чорний пішак · c4 білий ферзь · g4 чорний пішак · a1 чорний слон · h1 білий король | f8 білий кінь · h8 чорний король · f7 білий пішак · g7 чорний пішак · h7 чорний пішак · c4 білий ферзь · g4 чорний пішак · a1 чорний слон · h1 білий король | f8 білий кінь · h8 чорний король · f7 білий пішак · g7 чорний пішак · h7 чорний пішак · c4 білий ферзь · g4 чорний пішак · a1 чорний слон · h1 білий король | f8 білий кінь · h8 чорний король · f7 білий пішак · g7 чорний пішак · h7 чорний пішак · c4 білий ферзь · g4 чорний пішак · a1 чорний слон · h1 білий король | f8 білий кінь · h8 чорний король · f7 білий пішак · g7 чорний пішак · h7 чорний пішак · c4 білий ферзь · g4 чорний пішак · a1 чорний слон · h1 білий король | f8 білий кінь · h8 чорний король · f7 білий пішак · g7 чорний пішак · h7 чорний пішак · c4 білий ферзь · g4 чорний пішак · a1 чорний слон · h1 білий король | f8 білий кінь · h8 чорний король · f7 білий пішак · g7 чорний пішак · h7 чорний пішак · c4 білий ферзь · g4 чорний пішак · a1 чорний слон · h1 білий король | f8 білий кінь · h8 чорний король · f7 білий пішак · g7 чорний пішак · h7 чорний пішак · c4 білий ферзь · g4 чорний пішак · a1 чорний слон · h1 білий король | 5 |
| 4 | f8 білий кінь · h8 чорний король · f7 білий пішак · g7 чорний пішак · h7 чорний пішак · c4 білий ферзь · g4 чорний пішак · a1 чорний слон · h1 білий король | f8 білий кінь · h8 чорний король · f7 білий пішак · g7 чорний пішак · h7 чорний пішак · c4 білий ферзь · g4 чорний пішак · a1 чорний слон · h1 білий король | f8 білий кінь · h8 чорний король · f7 білий пішак · g7 чорний пішак · h7 чорний пішак · c4 білий ферзь · g4 чорний пішак · a1 чорний слон · h1 білий король | f8 білий кінь · h8 чорний король · f7 білий пішак · g7 чорний пішак · h7 чорний пішак · c4 білий ферзь · g4 чорний пішак · a1 чорний слон · h1 білий король | f8 білий кінь · h8 чорний король · f7 білий пішак · g7 чорний пішак · h7 чорний пішак · c4 білий ферзь · g4 чорний пішак · a1 чорний слон · h1 білий король | f8 білий кінь · h8 чорний король · f7 білий пішак · g7 чорний пішак · h7 чорний пішак · c4 білий ферзь · g4 чорний пішак · a1 чорний слон · h1 білий король | f8 білий кінь · h8 чорний король · f7 білий пішак · g7 чорний пішак · h7 чорний пішак · c4 білий ферзь · g4 чорний пішак · a1 чорний слон · h1 білий король | f8 білий кінь · h8 чорний король · f7 білий пішак · g7 чорний пішак · h7 чорний пішак · c4 білий ферзь · g4 чорний пішак · a1 чорний слон · h1 білий король | 4 |
| 3 | f8 білий кінь · h8 чорний король · f7 білий пішак · g7 чорний пішак · h7 чорний пішак · c4 білий ферзь · g4 чорний пішак · a1 чорний слон · h1 білий король | f8 білий кінь · h8 чорний король · f7 білий пішак · g7 чорний пішак · h7 чорний пішак · c4 білий ферзь · g4 чорний пішак · a1 чорний слон · h1 білий король | f8 білий кінь · h8 чорний король · f7 білий пішак · g7 чорний пішак · h7 чорний пішак · c4 білий ферзь · g4 чорний пішак · a1 чорний слон · h1 білий король | f8 білий кінь · h8 чорний король · f7 білий пішак · g7 чорний пішак · h7 чорний пішак · c4 білий ферзь · g4 чорний пішак · a1 чорний слон · h1 білий король | f8 білий кінь · h8 чорний король · f7 білий пішак · g7 чорний пішак · h7 чорний пішак · c4 білий ферзь · g4 чорний пішак · a1 чорний слон · h1 білий король | f8 білий кінь · h8 чорний король · f7 білий пішак · g7 чорний пішак · h7 чорний пішак · c4 білий ферзь · g4 чорний пішак · a1 чорний слон · h1 білий король | f8 білий кінь · h8 чорний король · f7 білий пішак · g7 чорний пішак · h7 чорний пішак · c4 білий ферзь · g4 чорний пішак · a1 чорний слон · h1 білий король | f8 білий кінь · h8 чорний король · f7 білий пішак · g7 чорний пішак · h7 чорний пішак · c4 білий ферзь · g4 чорний пішак · a1 чорний слон · h1 білий король | 3 |
| 2 | f8 білий кінь · h8 чорний король · f7 білий пішак · g7 чорний пішак · h7 чорний пішак · c4 білий ферзь · g4 чорний пішак · a1 чорний слон · h1 білий король | f8 білий кінь · h8 чорний король · f7 білий пішак · g7 чорний пішак · h7 чорний пішак · c4 білий ферзь · g4 чорний пішак · a1 чорний слон · h1 білий король | f8 білий кінь · h8 чорний король · f7 білий пішак · g7 чорний пішак · h7 чорний пішак · c4 білий ферзь · g4 чорний пішак · a1 чорний слон · h1 білий король | f8 білий кінь · h8 чорний король · f7 білий пішак · g7 чорний пішак · h7 чорний пішак · c4 білий ферзь · g4 чорний пішак · a1 чорний слон · h1 білий король | f8 білий кінь · h8 чорний король · f7 білий пішак · g7 чорний пішак · h7 чорний пішак · c4 білий ферзь · g4 чорний пішак · a1 чорний слон · h1 білий король | f8 білий кінь · h8 чорний король · f7 білий пішак · g7 чорний пішак · h7 чорний пішак · c4 білий ферзь · g4 чорний пішак · a1 чорний слон · h1 білий король | f8 білий кінь · h8 чорний король · f7 білий пішак · g7 чорний пішак · h7 чорний пішак · c4 білий ферзь · g4 чорний пішак · a1 чорний слон · h1 білий король | f8 білий кінь · h8 чорний король · f7 білий пішак · g7 чорний пішак · h7 чорний пішак · c4 білий ферзь · g4 чорний пішак · a1 чорний слон · h1 білий король | 2 |
| 1 | f8 білий кінь · h8 чорний король · f7 білий пішак · g7 чорний пішак · h7 чорний пішак · c4 білий ферзь · g4 чорний пішак · a1 чорний слон · h1 білий король | f8 білий кінь · h8 чорний король · f7 білий пішак · g7 чорний пішак · h7 чорний пішак · c4 білий ферзь · g4 чорний пішак · a1 чорний слон · h1 білий король | f8 білий кінь · h8 чорний король · f7 білий пішак · g7 чорний пішак · h7 чорний пішак · c4 білий ферзь · g4 чорний пішак · a1 чорний слон · h1 білий король | f8 білий кінь · h8 чорний король · f7 білий пішак · g7 чорний пішак · h7 чорний пішак · c4 білий ферзь · g4 чорний пішак · a1 чорний слон · h1 білий король | f8 білий кінь · h8 чорний король · f7 білий пішак · g7 чорний пішак · h7 чорний пішак · c4 білий ферзь · g4 чорний пішак · a1 чорний слон · h1 білий король | f8 білий кінь · h8 чорний король · f7 білий пішак · g7 чорний пішак · h7 чорний пішак · c4 білий ферзь · g4 чорний пішак · a1 чорний слон · h1 білий король | f8 білий кінь · h8 чорний король · f7 білий пішак · g7 чорний пішак · h7 чорний пішак · c4 білий ферзь · g4 чорний пішак · a1 чорний слон · h1 білий король | f8 білий кінь · h8 чорний король · f7 білий пішак · g7 чорний пішак · h7 чорний пішак · c4 білий ферзь · g4 чорний пішак · a1 чорний слон · h1 білий король | 1 |
|   | a | b | c | d | e | f | g | h |   |

Одна з найвідоміших відомих задач у світі, яка викликала величезну кількість наслідувань. Свій девіз «Погоня кохання» (англ. The Love Chase) вона отримала за ілюстрацію наполегливої і успішної погоні білої королеви за чорним офіцером (англ. єпископом).
Розв'язок:
1.Фf1!
З загрозою 2.Фb1
1…Cb2 (h6, h5) 2.Фb1 (загроза 3.Ф: h7#), 2…g6 3.Ф: С#,
1…Cc3 (Сd4) 2.Фd3 g6 3.Ф: С#,
1…Ce5 (Сf6) 2.Фf5 g6 3.Ф: С#,
1…g3 2.Kg6+ hg 3.Фh3#